# Banco de Grecia
El Banco de Grecia (en griego Τράπεζα της Ελλάδος, trápeza tis eládos) es el banco central nacional de la República Helénica, situado en Atenas (Avenida Venizelos) y fundado en 1927. Sus operaciones comenzaron oficialmente en 1928.

## Introducción
El banco de Grecia es miembro del Sistema Europeo de Bancos Centrales y tiene un personal de más de 3.000 empleados.
Su principal misión es asegurar la estabilidad económica de precios en Grecia, así como supervisar a la banca privada y actuar como tesorero y agente fiscal para el Gobierno griego. El Banco de Grecia es la autoridad monetaria de Grecia, el principal objetivo del banco el de acuñar las monedas y billetes de la antigua dracma, hoy sustituida por el euro. Los billetes de euro imprimidos tienen el código de identificación D. También administra las reservas de oro griegas.
El actual gobernador desde 2014 es Yannis Stournaras.

## Gobernadores del Banco de Grecia
La más alta responsabilidad del Banco de Grecia recae sobre el Gobernador (en griego διοικητής, dioikitís):
- Alexandros Diomidis: 21 de abril de 1928 - 29 de septiembre de 1931
- Emmanouil Tsouderos (1.er periodo): 1 de octubre de 1931 - 8 de agosto de 1935
- Emmanouil Tsouderos (2.º periodo): 20 de marzo de 1936 - 9 de julio de 1939
- Ioannis Drosopoulos: 9 de julio de 1939 - 28 de julio de 1939
- Kyriakos Varvaresos (1.er período -Despedido por el gobierno de ocupación): 4 de agosto de 1939 - 23 de mayo de 1941)
- Kyriakos Varvaresos (2.º periodo: Ocupación Nazi - gobierno en el exilio): 22 de abril de 1941 - (octubre de 1944)
- Miltiadis Negrepontis (Ocupación nazi): 24 de abril de 1941 - 3 de julio de 1941
- Demetrios Santis (Ocupación nazi): 2 de julio de 1941 - 20 de enero de 1943
- Theodoros Tourkovassilis (Ocupación nazi): 19 de abril de 1943 - 13 de abril de 1944
- Xenophon Zolotas (Cogobernador): 12 de octubre de 1944 - 8 de enero de 1945
- Kyriakos Varvaresos (3.er período):	2 de febrero de 1945 - 19 de septiembre de 1945
- Georgios Mantzavinos: 11 de febrero de 1946 - 2 de enero de 1955
- Xenophon Zolotas (2.° periodo): 5 de febrero de 1955 - 5 de agosto de 1967
- Demetrios Galanis: 7 de agosto de 1967 - 4 de mayo de 1973
- Konstantinos Papayiannis: 7 de mayo de 1973 - 9 de agosto de 1974
- Panagotis Papaligouras: 9 de agosto de 1974 - 23 de octubre de 1974
- Xenophon Zolotas (3.er periodo): 27 de noviembre de 1974 - 29 de octubre de 1981
- Gerassimos Arsenis: 3 de noviembre de 1981 - 20 de febrero de 1984
- Demetrios Chalikias: 20 de febrero de 1984 - 20 de febrero de 1992
- Efthymios Christodoulou: 20 de febrero de 1992 - 1 de diciembre de 1993
- Ioannis Boutos: 1 de diciembre de 1993 - 26 de octubre de 1994
- Lukás Papadimos: 26 de octubre de 1994 - 14 de junio de 2002
- Nikolaos Garganas: 14 de junio de 2002 - 20 de junio de 2008
- Georgios Provopoulos: 20 de junio de 2008 - 20 de junio de 2014
- Yannis Stournaras: 20 de junio de 2014 - presente

## Vicegobernadores del Banco de Grecia
El segundo cargo ejecutivo más importante del Banco de Grecia es el vicegobernador (en griego υποδιοικητής, ypodioikitís). Suele haber más de uno:
- Emmanuel Tsouderos: 21 de abril de 1928 - 31 de octubre de 1931
- Emmanuel Kamaras: 25 de noviembre de 1931 – 20 de mayo de 1932
- Kyriakos Varvaressos: 1 de marzo de 1933 – 4 de agosto de 1939
- Georgios Mantzavinos: 28 de septiembre de 1936 - 11 de febrero de 1946
- Ioannis Arvanitis: 4 de agosto de 1939 - 16 de abril de 1941
- Andreas Papademetriou (ocupación Nazi): 3 de julio de 1941 - 18 de noviembre de 1941
- Spyridon Chadjikyriakos (ocupación Nazi): 5 de abril de 1943 - 5 de octubre de 1944
- Stylianos Gregorioy: 28 de marzo de 1945 - 2 de febrero de 1955
- Vassilios Kyriakopoulos: 5 de febrero de 1955 - 24 de diciembre de 1955
- Demetrios Galanis: 31 de diciembre de 1955 - 7 de agosto de 1967
- Ioannis Pezmazoglou: 11 de febrero de 1960 - 5 de agosto de 1967
- Konstantinos Thanos: 5 de enero de 1968 - 10 de septiembre de 1969
- Efstathios Panas: 11 de septiembre de 1969 - 9 de agosto de 1974
- Nikolaos Kyriazidis: 9 de agosto de 1974 - 5 de enero de 1977
- Nikolaos Charissopoulos: 21 de octubre de 1975 - 6 de noviembre de 1981
- Evangelos Devletoglou: 23 de diciembre de 1977 - 8 de noviembre de 1978
- Georgios Drakos: 24 de noviembre de 1978 - 20 de octubre de 1981
- Demetrios Chalikias: 16 de noviembre de 1981 - 6 de febrero de 1984
- Evangelos Kourakos (1.er periodo): 10 de julio de 1982 - 11 de febrero de 1986
- Panagiotis Korliras: 20 de febrero de 1984 - 30 de agosto de 1985
- Efstathios Papageorgiou: 17 de septiembre de 1985 - 17 de septiembre de 1989
- Georgios Provopoulos: 1 de octubre de 1990 - 29 de noviembre de 1993
- Vassilios Antonioudakis: 1 de octubre de 1990 - 19 de diciembre de 1991
- Panagiotis Pavopoulos: 21 de febrero de 1992 - 29 de noviembre de 1993
- Evangelos Kourakos (2.º periodo): 1 de diciembre de 1993 - 4 de septiembre de 1996
- Lukás Papadimos: 1 de diciembre de 1993 - 26 de octubre de 1994
- Panagiotis Thomopoulos: 26 de octubre de 1994 - presente
- Nikolaos Garganas: 5 de septiembre de 1996 – 13 de julio de 2002
- Nikolaos Paleocrassas: 14 de junio de 2002 - 14 de junio de 2008
- Eleni Dendrinou Louri: 20 de junio de 2008 - 20 de junio de 2014
- Iannis Mourmouras: septiembre de 2014 - presente
- Theodoros Mitrakos: marzo de 2015 - presente